# Un banc, un arbre, une rue
Un banc, un arbre, une rue – zwycięska piosenka z Eurowizji 1971, wykonywana przez francuską piosenkarkę Séverine, reprezentującą Monako.
Na Eurowizji piosenka zdobyła 128 punktów.